# Halowe Mistrzostwa Świata w Lekkoatletyce 1987 – skok w dal mężczyzn
Skok w dal mężczyzn – jedna z konkurencji technicznych rozgrywanych podczas halowych mistrzostw świata w hali Hoosier Dome w Indianapolis. Rozegrano od razu finał 6 marca 1987. Zwyciężył reprezentant Stanów Zjednoczonych Larry Myricks. Tytułu zdobytego na światowych igrzyskach halowych w 1985 nie bronił Jan Leitner z Czechosłowacji.

## Rezultaty

### Finał
W konkursie wzięło udział 19 skoczków.
Opracowano na podstawie materiału źródłowego.
| Miejsce | Zawodnik              | Wynik | Uwagi       |
| ------- | --------------------- | ----- | ----------- |
| 1       | Larry Myricks         | 8,23  | CR          |
| 2       | Paul Emordi           | 8,01  |             |
| 3       | Giovanni Evangelisti  | 8,01  |             |
| 4       | Robert Emmijan        | 8,00  |             |
| 5       | Brian Cooper          | 7,91  |             |
| 6       | László Szalma         | 7,87  |             |
| 7       | Dimitrios Chadzopulos | 7,85  |             |
| 8       | Frans Maas            | 7,84  |             |
| 9       | Yusuf Alli            | 7,78  |             |
| 10      | Jaime Jefferson       | 7,78  |             |
| 11      | Junichi Usui          | 7,75  |             |
| 12      | Norbert Brige         | 7,69  |             |
| 13      | Chen Zunrong          | 7,67  |             |
| 14      | Lester Benjamin       | 7,48  |             |
| 15      | Christian Thomas      | 7,48  |             |
| 16      | Michael Morgan        | 7,38  |             |
| 17      | Dimitrios Arauzos     | 7,24  |             |
| 18      | John Albertie         | 7,12  | [ 1 ] [ 2 ] |
| –       | Orde Ballantyne       | NM    |             |
| –       | Jesús Oliván          | DNS   |             |